# Сульфат диаммония-магния
Сульфат диаммония-магния — неорганическое соединение,
двойная соль магния, аммония и серной кислоты
с формулой Mg(NH4)2(SO4)2,
бесцветные кристаллы,
растворяется в воде,
образует кристаллогидраты.

## Получение
- Слияние горячих насыщенных растворов сульфатов магния и аммония с последующим охлаждением смеси:

{\displaystyle {\mathsf {MgSO_{4}+(NH_{4})_{2}SO_{4}+6H_{2}O\ {\xrightarrow {90^{o}C}}\ Mg(NH_{4})_{2}(SO_{4})_{2}\cdot 6H_{2}O\downarrow }}}

## Физические свойства
Сульфат диаммония-магния образует бесцветные кристаллы.
Растворяется в воде.
Образует кристаллогидрат состава Mg(NH4)2(SO4)2•6H2O — бесцветные кристаллы
моноклинной сингонии,
пространственная группа P 21/c,
параметры ячейки a = 0,928 нм, b = 1,257 нм, c = 0,620 нм, β = 107,1°, Z = 4.